# Meurtre au 43e étage
Pour plus de détails, voir Fiche technique et Distribution.
Meurtre au 43e étage (Someone's Watching Me!) est un téléfilm américain réalisé par John Carpenter et diffusé en 1978.

## Synopsis
Fraîchement débarquée à Los Angeles où elle trouve un poste dans une station de télévision locale, une jeune femme célibataire emménage au 43e étage d'une résidence huppée. Elle reçoit bientôt d'étranges cadeaux ainsi que des appels téléphoniques de plus en plus inquiétants. Persuadée qu'un maniaque lui en veut, elle contacte en vain la police avant de décider de poursuivre elle-même cet homme mystérieux qui la harcèle.

## Fiche technique
- Titre français : Meurtre au 43e étage
- Titre original : Someone's Watching Me!
- Autre titre : High Rise[1]
- Réalisation et scénario : John Carpenter
- Musique : Harry Sukman
- Photographie : Robert B. Hauser
- Montage : Jerry Taylor
- Production : Anna Cottle
- Pays de production : États-Unis
- Format : couleurs - 1,33:1 - son mono - 35 mm
- Genre : thriller, policier
- Durée : 98 minutes
- Dates de diffusion :
  - États-Unis : 29 novembre 1978[1]
  - France : première diffusion en 1982, rediffusion le 8 novembre 1984[2] sur Antenne 2. Puis en 1987 sur La Cinq, 15 octobre 2008 (DVD)[3]

## Distribution
- Lauren Hutton (VF : Béatrice Delfe) : Leigh Michaels
- David Birney (VF : Jean Roche) : Paul Winkless
- Adrienne Barbeau (VF : Annie Balestra) : Sophie
- Charles Cyphers (VF : Marc de Georgi) : Gary Hunt
- Grainger Hines (VF : François Leccia) : Steve
- Len Lesser (VF : Serge Lhorca) : L'homme arrêté possédant un télescope
- John Mahon (en) (VF : Jacques Ferrière) : Frimsin
- James Murtaugh (VF : Jean-Pierre Leroux) : Leone
- George Skaff (VF : Claude Joseph) : Herbert Stiles
- Robert Phalen (VF : Daniel Gall) : Wayne
- John J. Fox : Eddie

## Anecdote
- La trame de ce téléfilm (sans la conclusion) reprend celle de l'épisode de l'anthologie Voyage dans l'inconnu : Vie privée"
- C'est lors de ce tournage que Carpenter rencontra celle qui allait devenir sa femme en 1979, Adrienne Barbeau qui incarne ici la toute première lesbienne non « stigmatisée » de la télévision américaine. En 1980, John Carpenter lui donna le rôle principal de Fog aux côtés de Jamie Lee Curtis et Janet Leigh, puis un rôle secondaire dans New York 1997 l'année suivante. Ils divorcèrent en 1984.[réf. nécessaire]

## Bande sonore
Fait assez rare dans la carrière de John Carpenter, il ne signe pas lui-même la bande originale.
Le graphisme du générique du début ainsi que sa musique sont un flagrant hommage à ceux de La Mort aux trousses d'Alfred Hitchcock.

## Distinction
- Prix Edgar-Allan-Poe 1979 : nomination au prix du meilleur programme de télévision ou mini-série[4]